# 徐仁鏡
徐仁鏡（1870年—1915年），字莹甫，江苏宜兴县（今宜兴市）人，清朝政治人物，徐致靖之子。

## 生平
光緒二十年（1894年），登甲午恩科進士，同年五月，改翰林院庶吉士。光緒二十一年四月，散館，授翰林院編修。善於書畫。